# Flora Batson
Flora Batson, née le 16 avril 1864 à Washington, D.C. (États-Unis) et morte le 1er décembre 1906 à Philadelphie (États-Unis), est une chanteuse afro-américaine, surnommée « la reine de la chanson à double voix » en raison de sa gamme de soprano-baryton. Elle est aussi appelée par la presse « la Jenny Lind colorée »,.

## Biographie

### Origines et débuts
Flora Batson est née à Washington, D.C. en 1864. Elle commence à chanter très jeune, dans la chorale de son église. Elle chante aussi au Storer College (en) de Harpers Ferry (Virginie-Occidentale), pendant deux ans, jusqu'à sa treizième année. En 1885, elle commence une tournée avec la Bergen Star Company et acquiert une renommée internationale. Elle est vue comme une version plus moderne de Marie Selika Williams, Madam Flower « Bronze Melba » et Matilda Sissieretta Joyner Jones. Elle se produit avec cette dernière en 1885 à Providence (Rhode Island) et est parfois considérée comme sa rivale.

### Carrière professionnelle

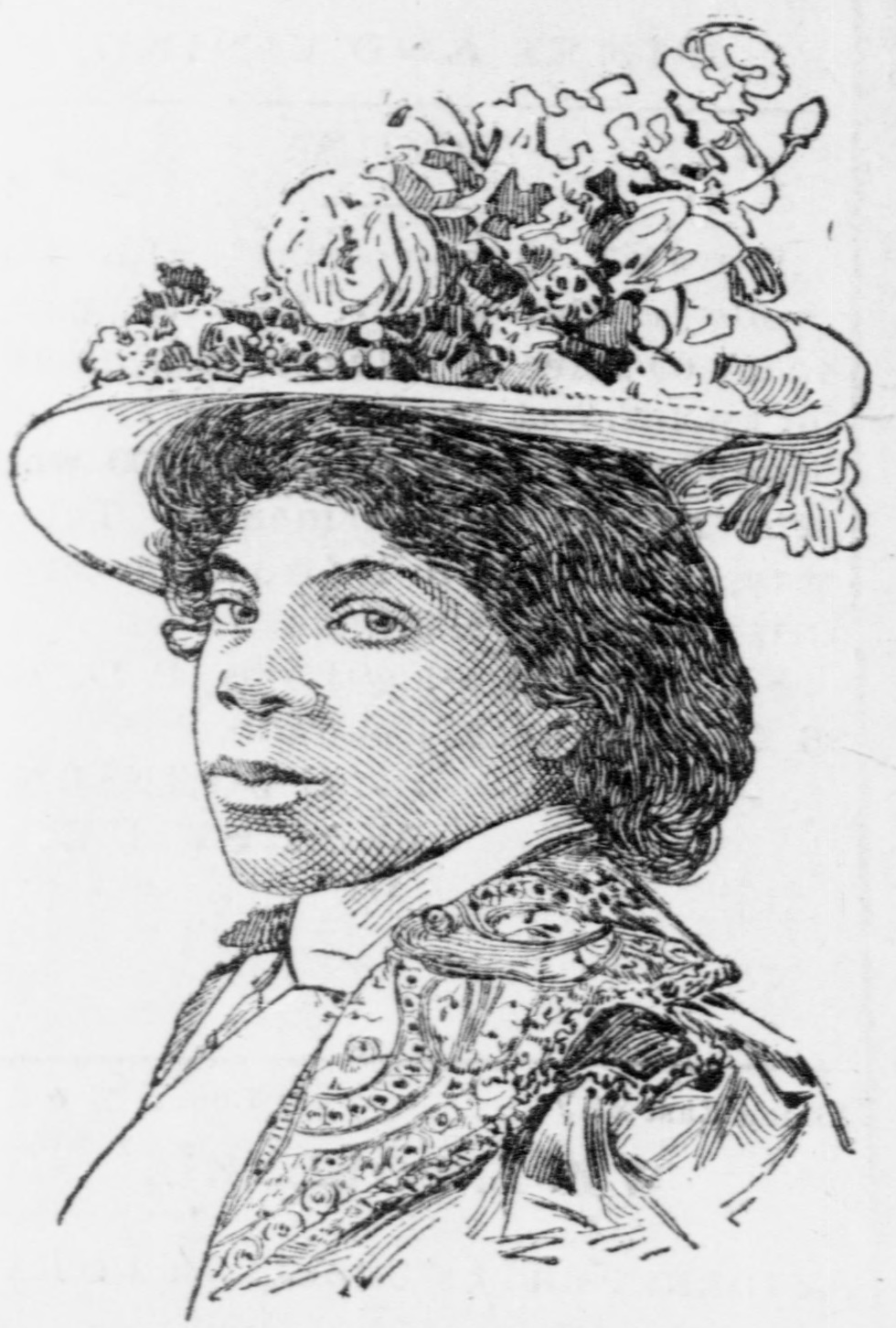
Dessin de Flora Batson en 1903 dans The Colored American Magazine.

Sa vocation musicale commence au Storer College. Par la suite, elle passe trois ans à chanter dans l'église de Boston de J.W. Hamilton. Elle chante ensuite pendant un an au sein du Red Path's Lecture and Lyceum Bureau. En 1885, John Bergen devient son manager et elle rejoint la Bergen Star Company, remplaçant à la dernière minute la soprano Nellie Brown Mitchell, qui a dû renoncer en raison d'autres engagements.
John Bergen lance la carrière de Batson et entretient sa rivalité avec Matilda Sissieretta Joyner Jones, surnommant même Batson « The Real Patti », répondant à celui de Jones, considérée comme « The Black Patti ». Soutenue par Bergen et son équipe, mettant en avant sa réputation de soliste à double voix et sa condition d'afro-américaine, elle se produit dans de nombreux pays du monde. Elle chante devant plusieurs chefs royaux et religieux, comme la reine Victoria, le pape Léon XIII, la reine Emma d'Hawaï ou encore la famille royale de Nouvelle-Zélande.
Après la mort de Bergen en 1896, Flora Batson part en tournée avec diverses compagnies musicales. Elle chante des duos avec Gerard Millar dans le Sud des États-Unis. Ils se produisent également en Australie en 1899-1900 avec les Georgia Minstrels d'Orpheus McAdoo (en) et les Genuine Alabama Cake Walkers,.
En mars 1889, Flora Batson se produit à l'église presbytérienne de Vicksburg (Mississippi). Les publicités pour cet événement proclament qu'elle porterait la couronne avec laquelle elle a été saluée « Reine de la chanson » par les citoyens de Philadelphie, ainsi qu'un collier de diamants qui lui a été offert par les habitants de New York et des diamants par des habitants de Rhode Island. Cela suscite un tel engouement qu'il a été question de déplacer son intervention dans un opéra, même si elle se produit finalement dans l'église, comme prévu. Le coût d'entrée était de 25 cents.

### Famille et fin de vie
Flora Batson et sa mère déménagent à Providence quand elle a trois ans. Son père meurt de blessures causées par la guerre.
Elle épouse John Bergen le 13 décembre 1887. Leur mariage interracial alimente les tabloïds. Le couple n'a pas d'enfants mais Flora devient la belle-mère du fils de John, Gary. Après la mort de ce dernier, Flora Batson se remarie avec Gerard Millar, avec qui elle s'est également produite.
Elle meurt d'urémie à Philadelphie en 1906.